# Callum McGregor
Callum William McGregor, född 14 juni 1993, är en skotsk fotbollsspelare (mittfältare) som spelar för Celtic i Scottish Premiership. Han har tidigare varit utlånad till Notts County.

## Klubbkarriär
Den 10 juli 2023 förlängde McGregor sitt kontrakt i Celtic fram till 2028.

## Landslagskarriär
McGregor debuterade för Skottlands landslag den 9 november 2017 i en 1–0-förlust mot Nederländerna.